# Acronicta hoenei
Acronicta hoenei là một loài bướm đêm trong họ Noctuidae.